# Bactrocera neoxanthodes
Bactrocera neoxanthodes är en tvåvingeart som beskrevs av Drew och Romig 2001. Bactrocera neoxanthodes ingår i släktet Bactrocera och familjen borrflugor. Inga underarter finns listade.